# Brie de Nangis
Pour les articles homonymes, voir Brie et Nangis (homonymie).
Le brie de Nangis ou fromage de Nangis est un fromage du pays de Brie française et plus particulièrement du terroir attaché à la commune actuelle de Nangis dans le département de Seine-et-Marne en France.
La production commerciale du véritable brie de Nangis a été abandonnée

## Fabrication
La fabrication du Brie de Nangis utilise uniquement des méthodes manuelles. La fromagerie Rouzaire collecte le lait auprès de producteurs locaux de la Brie laitière. Les vaches sont nourries de céréales, foins et herbes. Les étapes de fabrication comprennent le soutirage en bassine, l’emprésurage, le tranchage du caillé, et le moulage manuel. Le fromage est ensuite séché pendant 4 à 6 jours avant d’entrer dans une phase d'affinage de 1 mois en cave. C'est durant cette période que se forme la croûte caractéristique du Brie de Nangis.

## Production commerciale utilisant l'appellation brie de Nangis
L'appellation d'origine « brie de Nangis » n'étant pas protégée, rien ne s'oppose à son emploi pour désigner commercialement des fabrications dont les laits et leur transformation en fromage ne proviennent pas du terroir de Nangis.
Une société de Tournan-en-Brie, Laiterie Rouzaire, transforme les laits crus réfrigérés achetés à des agriculteurs de Seine-et-Marne en fromages utilisant l'appellation  « brie de Nangis ». Au laits crus ou pasteurisés, ce fromage est de forme cylindrique plate, d’un diamètre de 22 cm, de 3 cm d’épaisseur et d’un poids de 1 kg. 
Il est transformé toute l'année grâce aux laits provenant de troupeaux de vaches dessaisonnés. La version pasteurisée est destinée à l'exportation vers les pays où la législation l'exige (États-Unis, Australie).